# Sint Nicolaaskerk (Brouwershaven)

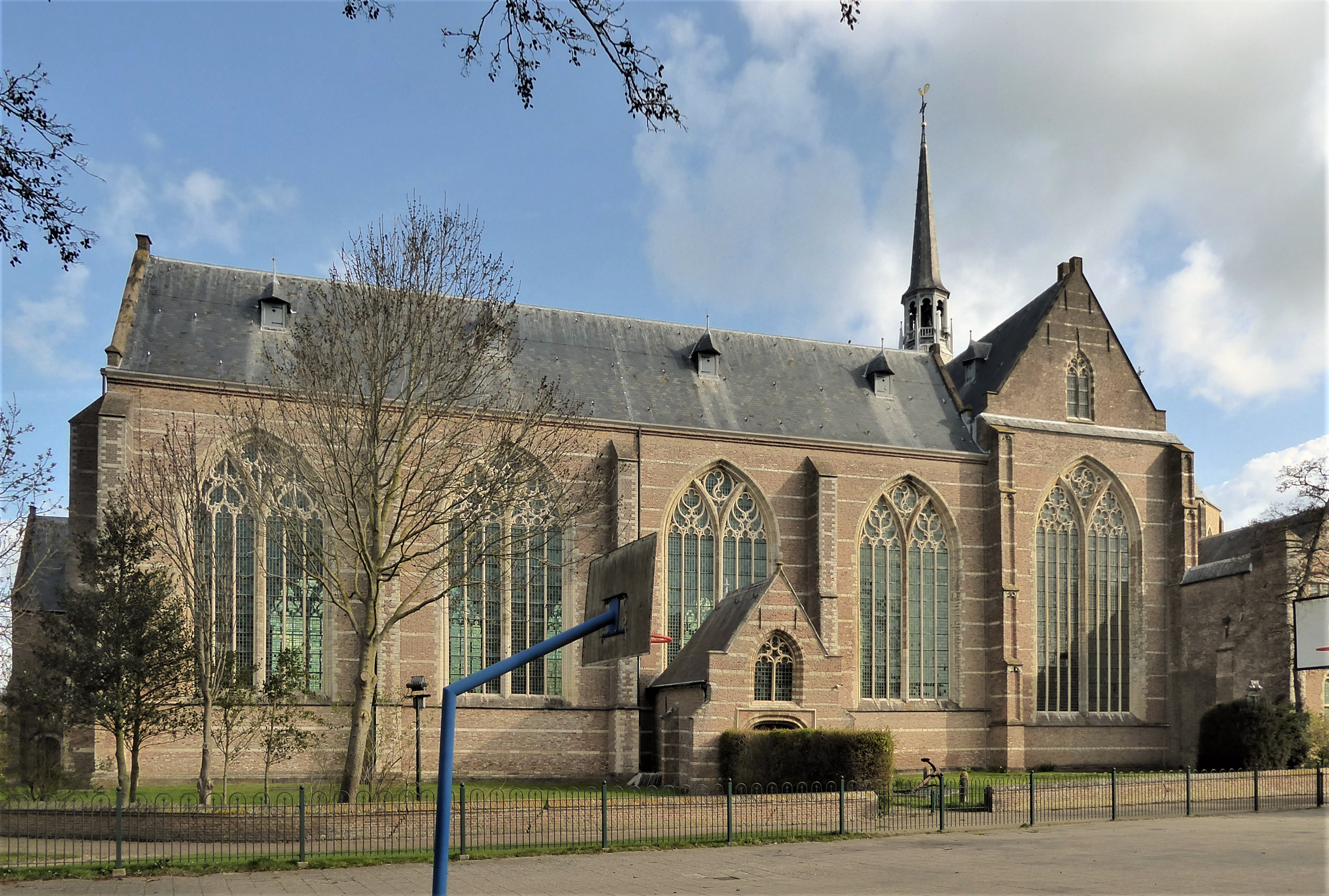
Die Grote of Sint Nicolaaskerk zu Brouwershaven

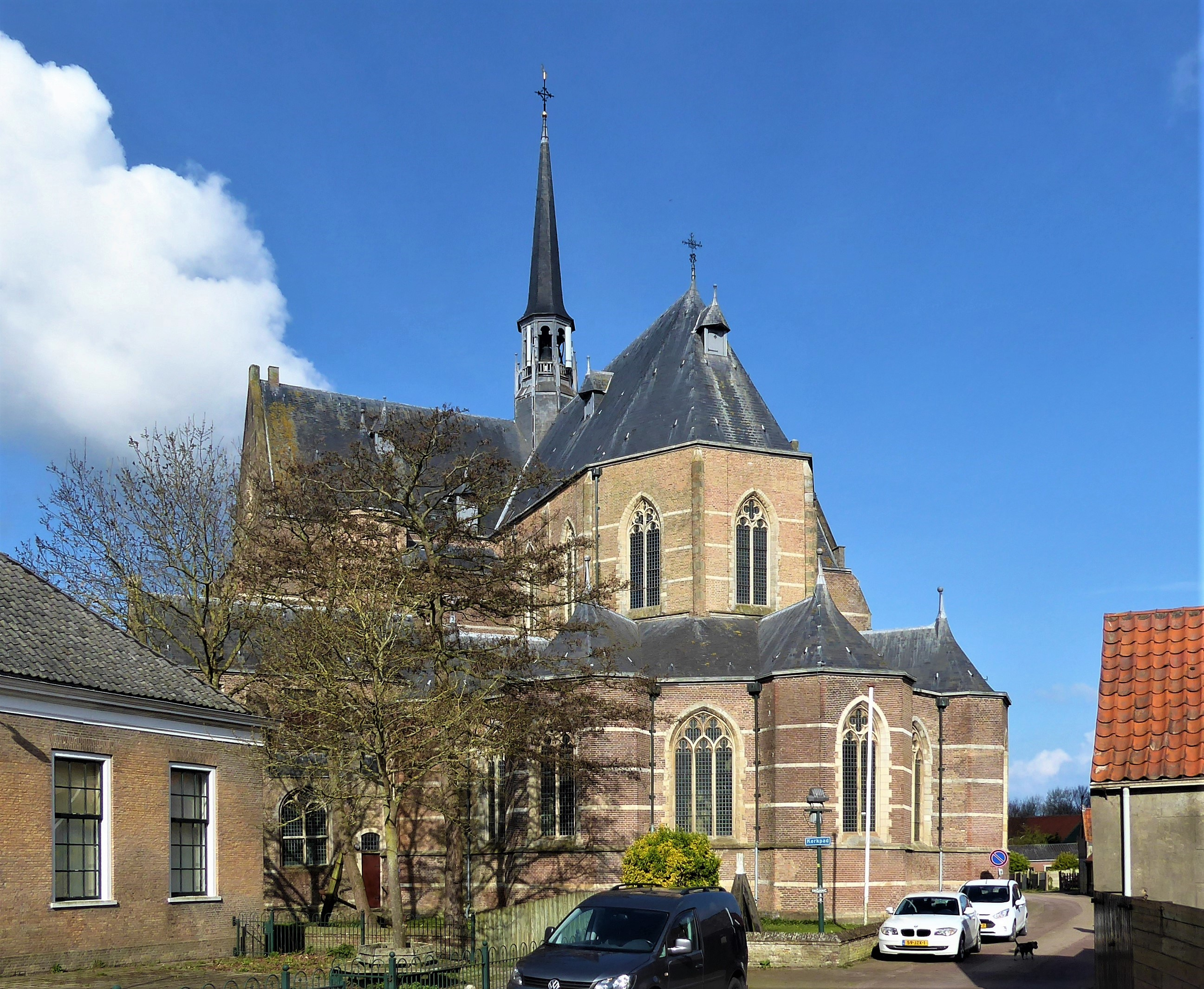
Blick zum Chor mit den Umgangskapellen

Die Grote of Sint Nicolaaskerk (deutsch Große oder Sankt-Nikolaus-Kirche) ist eine spätgotische evangelisch-unierte Pfarrkirche zu Brouwershaven (Gemeinde Schouwen-Duiveland) in der niederländischen Provinz Zeeland. Ihre beachtliche Größe als Bürgerkirche zeugt von der Bedeutung Brouwershavens im ausgehenden Mittelalter.

## Geschichte
Der erste Pfarrkirchenbau zu Brouwershaven war ursprünglich zu Ehren der Heiligen Peter und Paul geweiht. Zunächst errichtete man um 1300 einen Chor, dem gegen 1325 ein einschiffiges Langhaus angefügt wurde. Um 1400 wurde begonnen, um den Chor herum einen gewölbten Chorumgang in basilikaler Form zu errichten. Ihm wurde ein Kapellenkranz von fünf Seitenkapellen angefügt. Zudem errichtete man ein Querhaus. Um 1500 schließlich wurde das alte Langhaus durch die heutige Hallenkirche ersetzt, deren Seitenschiffe nur unwesentlich niedriger als das Langhaus sind. Die Seitenschiffe schließen jeweils direkt an das nördliche und südliche Querhaus an.
1540 änderte man am Vorabend der Reformation in Zeeland das Patrozinium der Kirche und unterstellte den Sakralbau fortan unter das Patronat des Heiligen Nikolaus von Myra, des Schutzpatrons der Seefahrer. 1573 schließlich wurde in Brouwershaven die Reformation eingeführt. Die Sint Nicolaaskerk gehört heute zur unierten Protestantischen Kirche in den Niederlanden.

## Orgel
Die Orgel wurde in den Jahren 1968 und 1980 von der Orgelbaufirma Van Vulpen erbaut. Das Instrument hat Register auf zwei Manualwerken. Das Pedal (C-d1) ist angehängt. Die Trakturen sind mechanisch.
| I Hauptwerk C–f3 |     |
| Prestant         | 16′ |
| Prestant         | 8′  |
| Roerfluit        | 8′  |
| Octaaf           | 4′  |
| Spitsfluit       | 4′  |
| Quint            | 3′  |
| Octaaf           | 2′  |
| Mixtuur V-VI     |     |
| Scherp IV        |     |
| Trompet          | 8′  |

| II Rückpositiv C–f3 |    |
| Prestant            | 8′ |
| Holpijp             | 8′ |
| Octaaf              | 4′ |
| Fluit               | 4′ |
| Octaaf              | 2′ |
| Woudfluit           | 2′ |
| Scherp IV           |    |
| Sexquialter II      |    |
| Vox Humana          | 8′ |
| Tremulant           |    |

- Koppeln: II/I, I/P, II/P